# Contea di Chenxi
La contea di Chenxi (辰溪县S, Chénxī XiànP) è una contea della Cina, situata nella provincia di Hunan e amministrata dalla prefettura di Huaihua.